# 広島大学附属小学校
広島大学附属小学校（ひろしまだいがくふぞくしょうがっこう, Elementary School Attached to Hiroshima University）は、広島県広島市南区にある国立の小学校。広島大学の附属学校であり、同じ敷地内に広島大学附属中学校・高等学校がある。

## 概要
東京高等師範学校（1886年設立）に次ぐ、西日本の中等教育研究の拠点として設立された広島高等師範学校の附属中学校（旧制）として1905年（明治38年）に設立された。
1964年4月に東千田から現在地に移転し、1978年（昭和53年）に現校名となった。2005年（平成17年）に創立100周年を迎えた。
広島大学の附属学校として、全学の中学教員免許取得希望者を主対象とした教育実習を行っている。
学級数は各学年2学級（1部・2部）、計12学級である。

## 象徴

### 教育目標
- 「自主・協同・探究」

## 沿革

### 広島高等師範学校
- 1902年（明治35年）- 広島高等師範学校の設置が認可。
- 1903年（明治36年）10月17日 - 広島高等師範学校が開校。

### 附属小学校
- 1905年（明治38年）
  - 4月17日
    - 広島高等師範学校附属小学校が開校。（この日を創立記念日としている。）
    - 広瀬為四郎教授が付属小主事に就任。開校式を挙行。

  - 9月25日 - 教生の実地授業練習（教育実習）を開始。
- 1906年（明治39年）
  - 夏 - 安芸郡倉橋島で臨海教育を開始。
  - 第1回卒業式を挙行。（卒業生6名）
- 1914年（大正3年）1月 - 月刊教育誌「学校教育」を創刊。（2000年（平成12年）11月号で通巻1000号となった。）
- 1918年（大正7年）9月 - 第2部尋常科1学年男女児を募集し、秋季学年を開始する。
- 1929年（昭和4年）4月 - 広島文理科大学が設置され、高等師範学校および附属学校が付置される。
- 1938年（昭和13年）
  - 7月1日 - 東千田町に新校舎が完成し、新校舎での授業を開始。
  - 7月 - 豊田郡大乗村（現竹原市）の新築臨海教育場で、4学年以上の臨海教育を実施。
- 1940年（昭和15年）6月 - 校旗を制定。
- 1941年（昭和16年）4月1日 - 国民学校令により、広島高等師範学校附属国民学校に改称。
- 1945年（昭和20年）
  - 4月 - 戦火を避けるため、比婆郡西城町に学童疎開。
  - 8月6日 - 広島への原子爆弾投下により、東千田町校舎が被災。
  - 11月12日 - 大乗臨海教育場で開校し、授業を再開。
- 1946年（昭和21年）5月1日 - 東千田町校舎で始業式を挙行。
- 1947年（昭和22年）4月1日 - 学制改革に伴い、広島高等師範学校附属小学校と改称。
- 1948年（昭和24年）4月 - 新制広島大学の発足により、その中に広島高等師範学校が包括され、広島大学広島高等師範学校附属小学校となる。
- 1950年（昭和25年）7月 - 臨海教育場を復活し、大乗臨海教育場で実施。（5・6年生）
- 1952年（昭和27年）4月1日 - 広島大学教育学部附属東千田小学校に改称。
- 1955年（昭和30年）7月1日 - 広島大学教育学部附属小学校と改称。
- 1956年（昭和31年）- 同窓会を創立。
- 1961年（昭和36年）4月1日 - 附属中・高等学校が皆実町へ移転。
- 1964年（昭和39年）4月10日 - 現在地の附属小学校校舎で始業式を挙行。
- 1965年（昭和40年）7月21日 - 能美島臨海教育場（佐伯郡沖美町）が完成し、臨海教育を実施。
- 1966年（昭和41年） 「ユネスコ協同学校」（現：ユネスコスクール）に加盟する。
- 1967年（昭和42年）8月 - プールが完成。
- 1973年（昭和48年）10月 - 総合学習を実験的に実施。
- 1975年（昭和50年）
  - 4月 - PTA・後援会を改組し、「すずかけ会」と命名。
  - 10月 - 同窓会の名称を「豊葦（とよあし）会」と命名。
- 1978年（昭和53年）6月17日 - 広島大学改組に伴い、広島大学附属小学校（現校名）に改称。
- 2001年（平成13年）4月1日 - 広島大学附属小学校教育後援会が発足。
- 2002年（平成14年）- 小学校教員免許取得希望学生対象の教育実習を初めて実施[1]。
- 2004年（平成16年）4月1日 - 広島大学が国立大学法人化される。

## 学校行事
2学期制をとっている。

## 東千田町旧校舎の変遷
- 東千田町時代の旧・附属小校舎（1938年竣工、RC造・3F）は、同校地の中でも数少ない鉄筋建造物であったため、原爆被災に際しても外郭を保ち、戦後も若干の補修を経て校舎として使用され、附属小の皆実校地移転後は広大理学部の校舎（教室・研究室）に転用されたが、理学部の東広島キャンパス移転後の1996年に解体・撤去された[2]。

## 関連校
- 広島高等師範学校
- 広島大学
  - 広島大学附属中学校・高等学校
  - 広島大学附属東雲小学校・中学校
  - 広島大学附属幼稚園
  - 広島大学附属三原幼稚園・小学校・中学校
  - 広島大学附属福山中学校・高等学校

## 主な出身者
- 大下容子（テレビ朝日アナウンサー）